# Blue Eye (Arkansas)
Blue Eye es un pueblo ubicado en el condado de Carroll en el estado estadounidense de Arkansas. En el Censo de 2010 tenía una población de 30 habitantes y una densidad poblacional de 163,14 personas por km².

## Geografía
Blue Eye se encuentra ubicado en las coordenadas 36°29′47″N 93°23′51″O / 36.49639, -93.39750. Según la Oficina del Censo de los Estados Unidos, Blue Eye tiene una superficie total de 0.18 km², de la cual 0.18 km² corresponden a tierra firme y (0%) 0 km² es agua.

## Demografía
Según el censo de 2010, había 30 personas residiendo en Blue Eye. La densidad de población era de 163,14 hab./km². De los 30 habitantes, Blue Eye estaba compuesto por el 90% blancos, el 0% eran afroamericanos, el 6.67% eran amerindios, el 0% eran asiáticos, el 0% eran isleños del Pacífico, el 0% eran de otras razas y el 3.33% pertenecían a dos o más razas. Del total de la población el 0% eran hispanos o latinos de cualquier raza.